# Арий Камень
Арий Камень (Сивучий) — необитаемый остров Командорского архипелага. Административно входит в состав Алеутского района Камчатского края.

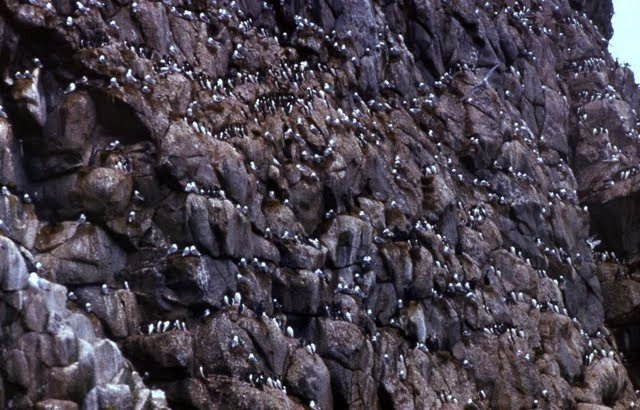
Птичий базар на острове Арий Камень

Четвёртый по величине остров Командорского архипелага.
Расположен на расстоянии 6,3 км к западу от острова Беринга. Представляет собой скалу высотой 49,8 м и окружностью около 1 км. Арий Камень лишён пресной воды.
К югу от острова Арий Камень находится безымянный плоский островок высотой 2 м.

## Исторические сведения
Назван в 1824 году О. Е. Коцебу островом Новый. Спустя 3 года остров посетил Ф. П. Литке и назвал его Сивучьим. В 1848 году остров получает название Арий — по множеству гнездящихся здесь птиц ар. С 1883 года на картах отмечается как Арий камень.

## Охрана природы
Остров Арий Камень является пристанищем многочисленных птиц (17 охраняемых видов), сивучей, тюленей антуров, ларги, северных морских котиков и каланов. С 1983 года остров имеет статус особо охраняемой природной территории и входит в состав Командорского государственного природного биосферного заповедника.